# Đáng Kon Tum
Đáng Kon Tum hay chân chim Kon Tum (danh pháp hai phần: Schefflera kontumensis) là một loài thực vật thuộc họ Cam tùng (Araliaceae). Đây là loài đặc hữu của Việt Nam. Đáng Kon Tum có mặt tại một số địa điểm như vườn quốc gia Kon Ka Kinh.